# La Settimana Incom illustrata
La Settimana Incom illustrata fu un settimanale fondato da Sandro Pallavicini allo scopo di riproporre su carta lo stile e il target dell'omonimo cinegiornale. Riprendeva anche lo stesso simbolo: la silhouette del David di Michelangelo. Il primo numero uscì il 4 dicembre 1948 con la testata «La Settimana Incom. Tutto il mondo in sette giorni». Il giornale veniva stampato da Roberto Tumminelli. Vi lavorarono firme note, come quelle di Luigi Barzini junior e Indro Montanelli. Barzini, che tenne una rubrica fissa (Almanacco dei sette giorni, in cui prendeva in esame gli avvenimenti salienti accaduti durante la settimana) assunse anche per breve tempo la guida della rivista.
 
Da giugno 1950 la testata cambiò nome in «La Settimana Incom illustrata». Il numero delle pagine variò da 40, nei primi anni, a 68.

## Direttori
- Sandro Pallavicini (4 dicembre 1948 – marzo 1950)
- Luigi Barzini (marzo – novembre 1950)
- Francesco Malgeri (novembre 1950 – 1953)

## Firme
La «Settimana Incom illustrata» si avvalse di firme note per le rubriche di politica, cronaca e moda:
- Alfonso Artioli
- Maurizio Barendson
- Giorgio Berti
- Enzo Biagi
- Irene Brin (con lo pseudonimo di Contessa Clara)
- Diego Calcagno
- Cesare Carassiti
- Eugenio Danese
- Oreste Del Buono
- Emilio De Rossignoli
- Michele Gandin
- Alberto Giubilo
- Ilario Fiore
- Gualtiero Jacopetti (redattore capo)
- Nino Nutrizio
- Alfredo Pieroni
- Gian Luigi Rondi
- Lamberto Sechi
- Leo Talamonti
- Vittorio Zincone